# Robert Daniel Carmichael
Robert Daniel Carmichael (født 1. marts 1879 i Goodwater, Alabama, USA, død 2. maj 1967) var en førende amerikansk matematiker. Han gik på Lineville College og modtog sin bachelor i 1898, mens han arbejdede på sin ph.d. på Princeton University, som han afleverede i 1911. Hans tese blev skrevet under G.D. Birkhoff og betragtes som det første betydningsfulde amerikanske bidrag til differentialligninger. Han underviste derefter på 
Indiana University fra 1911 til 1915 og på University of Illinois fra 1915 til 1947. Carmichael kendes bedst for sit arbejde på hvad der nu kaldes Carmichaeltal, Carmichaels sætning og Carmichaelfunktionen, alle betydningsfulde emner i talteori og studiet af primtal.

## Ekstern henvisning
- Robert D. Carmichaels forskning, på Project Gutenberg.